# 挑戦するNo.1
『挑戦するNo.1』（ちょうせんするナンバーワン）は、2008年10月19日から同年12月28日までテレビ朝日系列局で放送されていたスポーツドキュメンタリー番組である。ハイビジョン制作、字幕放送実施。放送時間は毎週日曜 18:56 - 19:00 （日本標準時）。
スポーツ界のトップに君臨し、それを維持しているアスリートたちの姿を追っていた。「挑戦するNo.1」はSUZUKIのワゴンRのPRコピーでもあり、放送時間中に流れるCMにも「挑戦するNo.1」というキャッチフレーズを入れていた。なお、放送時間中に流れていたのは同社のCMのみだった。

## ナレーター
- 要潤

## 番組制作
- テレビ朝日
- 文化工房